# ヒューマニズム
ヒューマニズム（英: humanism）、人文主義（じんぶんしゅぎ）あるいは人本主義（じんぽんしゅぎ）という概念は、歴史的な変遷を経て多義的に用いられている。

## 概要
ルネサンス期における「ヒューマニズム（人文主義）」とは主として古典研究、フマニタス研究を指し、14世紀にイタリアから西ヨーロッパに広まった。16世紀にかけての「ヒューマニスト（人文主義者）」はラテン語学校の教師や生徒を指し、カトリック教徒がほとんどであり「キリスト教の純化と更新」を目的としていた。この時期のヒューマニズムは現代のヒューマニズムと区別するために、ルネサンス・ヒューマニズムというレトロニムによって呼ばれている。
20世紀にはいると、この古典研究の意味から離れて合理主義的解釈が施され、以下のような極端なとらえ方がなされる場合がある。善や真理の根拠を、神でなく理性的な人間の中にみいだそうとした、と。その延長上として「人間中心主義」と訳出する場合があるが、この「人間」とは、西欧近代的な価値観に基づく「理性的」な人間であり、理性中心主義・西欧中心主義に通じる概念である、と。この解釈は、啓蒙主義以後の観点であり、ルネサンス人文主義とは明確に区別されるべきであろう。

## 語源・歴史
「フマニタス（羅: humanitas）」という概念は、既に古代ローマ時代にあり、ローマ市民が学ぶべき教養として理解されていた。これが中世においては、大学で教授される自由七科（教養学科）へと受け継がれた。こうした古典の研究は、特に14世紀後半以降フマニタス研究 (Studia humanitatis) と呼ばれ、その研究者は人文主義者（ユマニスト、ヒューマニスト）と呼ばれ始めた。
14世紀イタリアのペトラルカ以降、古典古代（ギリシア・ローマ）への関心が高まるルネサンス期になると、スコラ学的なアリストテレス哲学に基づく論理体系に対して、キリスト教以前の古代のギリシア・ローマの詩歌、歴史、修辞学の中に倫理の源泉を見いだそうとする動きが生じた。この点で、カトリックに対する人間中心主義とも言われるが、論理体系・視座において新たな姿勢を打ち出しただけで、キリスト教そのものを否定したわけではないし、必ずしもカトリックとの対立を伴ったわけでもなかった。古典研究に根ざした、教養ある人士の生き方、生活様式が人文主義者（ユマニスト）の身上とされた。

## 人道主義・博愛主義
人道主義・博愛主義を指してヒューマニズムと言う場合もあるが、英語では人道主義を humanism と区別して humanitarianism で表すこともある（必ずしも一般的ではない）。今日の日本では、むしろこの意味でヒューマニズムが用いられることが多いが、上記のように歴史的・哲学的文脈での人文主義者の主張は、戦争反対や、弱者に優しくしようといった発想と直ちに重なるものではない。